# Black-ish
Black-ish är en amerikansk sitcomserie som hade premiär på ABC 2014. Serien är skapad av Kenya Barris och har sänts i fyra säsonger och har kontrakt på att sändas ytterligare en säsong.

## Rollista i urval
- Anthony Anderson – Andre "Dre" Johnson Sr.
- Tracee Ellis Ross – Dr. Rainbow "Bow" Johnson
- Yara Shahidi – Zoey
- Marcus Scribner – Andre Jr.
- Miles Brown – Jack
- Marsai Martin – Diane
- Laurence Fishburne – Earl "Pops" Johnson
- Peter Mackenzie – Mr. Stevens
- Jeff Meacham – Josh
- Deon Cole – Charlie Telphy
- Jenifer Lewis – Ruby
- Raven-Symoné – Rhonda
- Faizon Love – Sha
- Tyra Banks – Gigi Franklin
- Catherine Reitman – Lucy
- Wanda Sykes – Daphne Lido
- Allen Maldonado – Curtis Miller Jr.
- Elle Young – Sharon Duckworth
- Regina Hall – Vivian
- Daveed Diggs – Johan Johnson
- Nelson Franklin – Connor Stevens
- Diane Farr – Rachel
- Rashida Jones – Santamonica